# 维科瓦罗
维科瓦罗（義大利語：Vicovaro），是意大利拉齐奥大区罗马首都广域市的一个市镇。总面积36.12平方公里，人口4123人，人口密度114.1人/平方公里（2009年）。ISTAT代码为058112。